# Annectacarus sejugatus
Annectacarus sejugatus är en kvalsterart som beskrevs av Wallwork 1962. Annectacarus sejugatus ingår i släktet Annectacarus och familjen Lohmanniidae. Inga underarter finns listade i Catalogue of Life.